# Magnus Petersson
Pour les articles homonymes, voir Petersson.
Stig Magnus Petersson (né le 17 juin 1975 à Göteborg en Suède) est un archer suédois.

## Biographie
Il a participé à quatre Jeux olympiques.

## Palmarès
- Jeux olympiques
  -  Médaille d'argent à la compétition individuelle homme aux Jeux olympiques d'été de 1996 à Atlanta.